# Sōami
Sōami (相阿弥) o Kangaku Shinso o Shinso Soami (1455-1525) fou un pintor, poeta i arquitecte paisatgista al servei del Shogunat Ashikaga. És presumiblement l'autor dels jardins secs del Ginkaku-ji, del Ryōan-ji i del Daisen-in (subtemple del Daitoku-ji), tots situats a Kyoto.
Sōami era el net de Shinno Nōami (1397-1471) i fill de Shingei Geiami (1431-1485), tots dos pintors i aficionats a l'art, i conservadors de manera successiva dels objectes d'art xinès (karamono bugyo) del Shogunat Ashikaga.
Fou un dels primers pintors en l'estil de la «escola del Sud» xinesa (nanga al Japó). Els seus majors quadres cobrien més de 20 plafons, i representaven els paisatges del Japó amb elements estilístics xinesos. Evoluciona aleshores cap a un estil menys angular i més cursiu.
Amb Nōami i Geiami, Sōami és un dels tres Amic (sens amic) constituint l'escola Amic de pintura a la tinta.
Sōami era un dels principals consellers artístics (doboshü) del shogun Ashikaga Yoshimasa, que va ordenar la construcció del Ginkaku-ji.
La seva obra més coneguda és el Paisatge de les quatre estacions (v. 1486), pintat a la tinta sobre una longitud total de 15 metres; és de vegades considerat com la pintura més bonica sobre tinta de la història del Japó, es conserva al Metropolitan Museum of Art de New York.